# Giacomo Ninfa
Giacomo Ninfa (Catania, 12 gennaio 1988) è un ex pallanuotista italiano.

## Carriera
Giacomo Ninfa ha giocato in Serie A1 per 8 anni, prima a Catania e poi nella Florentia.
Nel 2011 decide di trasferirsi a Torino per studiare al Politecnico di Torino, scegliendo quindi contestualmente di scendere a giocare in A2, nella Torino '81, e successivamente alla Dinamica Torino in B, ritirandosi poi dalla pallanuoto giocata al termine della stagione 2018-2019. 
Dal 2018 allena le formazioni giovanili della Dinamica Torino.
Ha all'attivo diverse presenze in nazionale italiana, ed ha ottenuto una medaglia d’argento ai mondiali U-20.

## Statistiche

### Presenze e reti nei club
Statistiche aggiornate al 23 dicembre 2010.
| Stagione         | Squadra          | Campionato       | Campionato | Campionato | Coppe nazionali | Coppe nazionali | Coppe nazionali | Coppe continentali | Coppe continentali | Coppe continentali | Totale | Totale |
| Stagione         | Squadra          | Comp             | Pres       | Reti       | Comp            | Pres            | Reti            | Comp               | Pres               | Reti.              | Pres   | Reti   |
| ---------------- | ---------------- | ---------------- | ---------- | ---------- | --------------- | --------------- | --------------- | ------------------ | ------------------ | ------------------ | ------ | ------ |
| 2003-2004        | Catania          | A1               | ?          | 0          |                 | -               | -               |                    | -                  | -                  | 5      | 0      |
| 2004-2005        | Catania          | A1               | ?          | ?          |                 | -               | -               |                    | -                  | -                  | ?      | ?      |
| 2005-2006        | Catania          | A1               | ?          | 3          |                 | -               | -               |                    | -                  | -                  | ?      | 3      |
| 2006-2007        | Catania          | A1               | ?          | 8          |                 | -               | -               |                    | -                  | -                  | ?      | 8      |
| 2007-2008        | Catania          | A1               | ?          | 8          |                 | -               | -               |                    | -                  | -                  | ?      | 8      |
| 2008-2009        | Catania          | A1               | ?          | 4          |                 | -               | -               |                    | -                  | -                  | ?      | 4      |
| Totale Catania   | Totale Catania   | Totale Catania   | ?          | ?          |                 | -               | -               |                    | -                  | -                  | ?      | ?      |
| 2009-2010        | Florentia        | A1               | ?          | 7          |                 | -               | -               |                    | -                  | -                  | ?      | 7      |
| 2010-2011        | Florentia        | A1               | 10         | 6          |                 | -               | -               |                    | -                  | -                  | 10     | 6      |
| Totale Florentia | Totale Florentia | Totale Florentia | ?          | 13         |                 | -               | -               |                    | -                  | -                  | ?      | 13     |
| Totale carriera  | Totale carriera  | Totale carriera  | ?          | ?          |                 | -               | -               |                    | -                  | -                  | ?      | ?      |